# قتاد قنفذي
القَتَاد القنفذي (باللاتينية: Astragalus echinops) نوع نباتي عشبي من جنس القتاد.

## البيئة والانتشار
موطنه بلاد الشام وتركيا والقوقاز.

## مرادفات للاسم العلمي
- (باللاتينية: Astragalus regelii Trautv.)
- (باللاتينية: Astragalus superbus Bunge)
- (باللاتينية: Astragalus superbus var. ovalifoliolatus Širj. & Rech. f.)